# Windows-rendszerkönyvtár
A Windows-rendszerkönyvtár (nem összekeverendő a Windows rendszermappáival) informatikai kifejezés, a Microsoft Windows rendszerek egyik meghatározott mappáját jelöli.
Ez a Windows 95, 98, Me rendszerekben a %windir%\system mappát – például C:\Windows\System –, a Windows NT és Windows XP rendszerekben a %windir%\system32 mappát – például C:\Windows\system32 jelöli. A %windir% jelölés egy úgynevezett környezeti változó, a jelen esetben az a könyvtár, mappa elérési útvonala, amelybe a Windows rendszert telepítették.
A Windows rendszerkönyvtár egy Windows rendszermappa ugyan, de ez fordítva nem igaz: egyetlen rendszerkönyvtár van, amely alapértelmezésben, a verziótól is függően, System vagy System32 elnevezésű; és ez rendszermappa is egyben; de rendszermappa még ezen kívül sok van. Sok Windows rendszermappa éppenséggel a Windows rendszerkönyvtárban található. Itt helyezkedik el ezen kívül a legtöbb Windows-rendszerprogram, a Windows XP rendszerben például ezek közül a legfontosabbak:
- cmd.exe – „Windows parancsfeldolgozó”, a régi DOS működését szimuláló program,
- eventvwr.exe – „Eseménynapló” (Event viewer), a rendszer által követett és naplózott események listája, nyomon követhetőek például egyes hibák;
- mmc.exe – „Microsoft Management Konzol”;
- progman.exe – „Programkezelő” (Program Manager), segítségével programcsoportok hozhatóak létre;
- regedit32.exe – „Registry-szerkesztő” (Registry Editor) A Windows rendszerleíró adatbázisának közvetlen szerkesztésére szolgáló rendszerbeállító program. A 32 szám arra utal, hogy a program 32 bites verzió.
- sysedit.exe – „Rendszerbeállítás-szerkesztő” (System editor) – néhány fontos rendszerfájl (autoexec.bat, config.sys,win.ini stb.) és rendszerbeállítás (például a rendszerindításkor automatikusan elinduló programok listája) szerkesztése;
- taskmgr.exe – „Feladatkezelő” (Task Manager) – az egyik legfontosabb rendszerprogram, alkalmas a programok gyorsmegszakítására (a CTRL+ALT+DEL billentyűkombinációval ekvivalens), indítására, a háttérben futó programok és DLL-ek listájának megtekintésére (amely például a vírusok és egyéb rendellenességek kiszűrésére alkalmas), illetve az egész rendszer leállítására;
- verifier.exe – „Illesztőprogram-ellenőrző”;
- winhlp32.exe – „Súgó” – a súgófájlok tartalmát megjelenítő program.